# Trzebień (osada leśna w województwie mazowieckim)
Trzebień – osada leśna w Polsce położona w województwie mazowieckim, w powiecie kozienickim, w gminie Magnuszew.